# Эрдэнэмандал
Эрдэнэмандал (монг. Эрдэнэмандал) — сомон аймака Архангай, Монголия.
Центр сомона — Улзийт. Он находится в 165 километрах от административного центра аймака — города Цэцэрлэг и в 573 километрах от столицы страны — Улан-Батора.
Есть школа, больница, объекты сферы обслуживания. Имеется небольшой почтовый центр.

## География
На территории сомона есть горы Бургаст (2200 метров), Улзийт, Элстийн, Бор Бургаст, Бухун Шар, много мелких озёр. Протекают реки Хунуй и Хануй, а также их притоки. Водятся волки, лисы, манулы, косули, дикие козы, аргали, кабаны, зайцы, тарбаганы.
Климат резко континентальный. Средняя температура января -22°C, июня +16-18°C, ежегодная норма осадков 300-400 мм.
Имеются запасы железной и медной руды, драгоценных камней, химического и строительного сырья.